# 임채웅
임채웅(林采雄, 1967년 2월 14일 ~ )은 대한민국의 제5대 부산광역시 해운대구의원이다.

## 학력
- 민락국민학교 졸업
- 대연중학교
- 해운대고등학교
- 부산대학교 상과대학 회계학과 졸업

### 비학위 수료
- 부경대학교 경영대학원 경제학 석사 졸업

## 경력
- 한국노총 교육국장
- 해운대구 공동주택관리지원 심의위원회 위원
- 해운대구 구립도서관운영위원회 위원
- 2006.07 ~ 2010.06 제5대 부산광역시 해운대구의회 의원
- 국민참여당 부산시당 해운대구 지역위원장
- 국민참여당 부산시당 대변인
- 수영강사람들 공동대표
- 부산시 장애인정보화협회 자문위원
- 부산시 해운대구아파트연합회 자문위원
- 해운대구 부동산평가위원회 위원
- 해운대구 특구추진위원회 위원

## 역대 선거 결과
| 선거명          | 직책명                                     | 대수           | 정당       | 득표율 | 득표수   | 결과 | 당락                         |
| --------------- | ------------------------------------------ | -------------- | ---------- | ------ | -------- | ---- | ---------------------------- |
| 제4회 지방 선거 | 부산광역시 해운대구의원(해운대구 마선거구) | 5대 (민선 4기) | 열린우리당 | 14.72% | 4,347표  | 3위  | 부산광역시 해운대구의원 당선 |
| 제5회 지방 선거 | 부산광역시의원(해운대구 제3선거구)         | 6대 (민선 5기) | 국민참여당 | 45.17% | 15,013표 | 2위  | 낙선                         |